# Atilla Güzel
Atilla Güzel (ur. 14 lutego 1984) – turecki zapaśnik walczący w stylu klasycznym. Brązowy medalista mistrzostw Europy w 2008. Mistrz śródziemnomorski w 2010 i 2012. Akademicki mistrz świata w 2006. Trzeci w Pucharze Świata w 2016; piąty w 2014 i dziesiąty w 2011 roku.